# ديف ريختر
ديف ريختر هو لاعب هوكي الجليد كندي، ولد في 8 أبريل 1960 في وينيبيغ في كندا.

## وصلات خارجية
- ديف ريختر على موقع دوري الهوكي الوطني (الإنجليزية)
- ديف ريختر على موقع قاعة مشاهير الهوكي (لاعب أن.إتش.أل) (الإنجليزية)
- ديف ريختر على موقع EliteProspects.com (الإنجليزية)
- ديف ريختر على موقع HockeyDB.com (الإنجليزية)
- ديف ريختر على موقع Hockey-Reference.com (الإنجليزية)